# Area D
Area D, un talent inhabituel (ＡＲＥＡ　Ｄ　異能領域, Area Dī inō ryōiki) est un manga écrit par Kyōichi Nanatsuki et dessiné par Yang Kyung-il. Il est prépublié entre mars 2012 et janvier 2016 dans le magazine Weekly Shōnen Sunday de l'éditeur Shōgakukan,, et est compilé en un total de quatorze tomes. La version française est éditée par Pika Édition dans la collection « seinen » entre juin 2014 et août 2016.

## Synopsis
Il y a 12 ans, à la suite de l'explosion d'Antarès, l'étoile la plus brillante de la constellation du scorpion, plusieurs humains développent des pouvoirs surnaturels. Surnommés « Altered », ils sont considérés comme dangereux par le gouvernement qui décide de les placer sur une île spécialement conçue pour eux, Area D, où une organisation secrète s'occupe de les surveiller. Durant le trajet sur le bateau, Satoru Ida, un adolescent condamné à être emprisonné là-bas, libère Jin Kazaragi un prisonnier de rang S, afin qu'il lui vienne en aide. Commence alors une aventure sur l'île, où les deux hommes, avec quelques compagnons d'infortune, luttent pour survivre et tentent de percer son terrible mystère.

## Personnages

### Personnages principaux
Ce sont les principaux personnages du chapitre 1 au chapitre 107.
Jin Kazaragi (カザラギ・ジン, Kazaragi Jin)
Ex-prisonnier de rang S. C'est un jeune homme musclé aux longs cheveux blancs. Il a accepté de venir sur Area D afin de retrouver son grand frère, Rei. Il est libéré de son cachot par Satoru pour qu'il l'aide à vaincre le brutal Tatara. Jin est très attaché à Mika, une petite fille qui est la plupart du temps en sa compagnie. Au fur et à mesure de l'histoire, on en apprend un peu plus sur son terrible passé. Jin a la capacité Mimétisme (能力の擬態, Nōryoku no Gitai) : il n'a pas de talent propre mais peut imiter et s'approprier les pouvoirs de n'importe qui. Cependant, il ne peut utiliser qu'une seule capacité à la fois car lorsqu'il en copie une, la précédente est effacée.
Satoru Îda (飯田・悟(サトル), Īda Satoru)
C'est un garçon qui a peu confiance en lui et est assez peureux. C'est en quelque sorte le fil-rouge du manga, il est le premier personnage principal a apparaître, le héros du début avant que Jin ne le devienne. Il est timide, porte des lunettes, une coupe au bol et une chemise à carreaux. C'est lui qui a libéré Jin du conteneur dans lequel il était emprisonné afin qu'il l'aide à battre Tatara, la brute de la prison. Kaito a décidé d'appeler sa capacité « horloger » à la suite d'une montre qu'il a démantelée rien qu'en la touchant. Il a la capacité Horloger (ウォッチメイカー, Wotchi Meikā), qui permet de démanteler toute chose. Sa capacité lui sert lorsqu'il détruit un échafaudage pour vaincre Mejiro, une fille particulièrement cruelle chargée de le tuer sous ordre d'Isobe.
Kaito Yûki (結城・海斗(カイト), Yūki Kaito)
Kaito est quelqu'un qui sourit beaucoup. Il a des cheveux blonds ondulés, est torse nu avec un pantalon moulant. Il est devenu assez protecteur avec Mariko au fil de l'histoire malgré ses airs de manipulateur. Il a la capacité Deserted House (デザーテッド・ハウス, Dezāteddo Hausu) : Son propre corps est une sorte de dimension où il peut y mettre tout et n'importe quoi. Il s'en sert pour tuer deux ennemis du gang d'Isobe qui voulaient tuer Mariko en leur renvoyant les flèches qu'ils lui avaient tirées et qu'il a absorbées.
Rio Ibuki (リオ, Rio)
Elle est membre du staff d'Area D et également une camarade de Jin. Sa capacité a pour nom « Shadow Play » (Le Théâtre d'Ombres), elle lui permet de jouer avec les ombres et de passer à travers n'importe quoi et n'importe qui via une dimension. Elle ne participe jamais aux combats bien qu'elle fasse partie du groupe, elle s'éclipse à chaque fois. Mika la déteste car elle ne veut pas qu'une autre fille soit proche de Jin. Elle semble être une subordonnée de la terrible gardienne Jiga.
Mika Shindo (ミカ, Mika)
C'est une petite fille qui a entre 7 et 10 ans. Elle aime beaucoup Jin et est très attachée à lui depuis qu'il l'a sauvée de sa solitude quand elle était exécutrice, manipulée par l'officier Sôma pour qu'elle tue le plus d'atteints possibles. Les deux ont noué des liens fraternels. Elle a la capacité Space Eater (スペースイーター, Supēsu Ītā) : elle peut créer des sphères dimensionnelles où elle y envoie toutes sortes de choses touchées par une des sphères, si bien que l'on peut croire que ces choses disparaissent à jamais.
Dr. Soga (ソガ, Soga)
C'est un docteur très talentueux qui s'exerce sur Area D. En effet, sa capacité lui permet de transformer sa main et ses doigts en équipements médicaux afin d'opérer ses patients. Il est également appelé Docteur Louche.
Mariko (マリコ, Mariko)
Elle est l'assistante du Dr Soga. C'est un zombie, sa capacité se nomme « Power », en effet elle a une force surhumaine. Étant donné qu'elle est déjà morte, elle ne craint aucune attaque. Dans le passé, elle a été ranimée par le DrSoga qui a été l'instrument du célèbre Professeur Ango Agata . Après l'avoir ranimée, il décide de l'appeler Mariko, on le voit dans le tome 10. On a laissé sous entendre que Mariko était la fille de Soga et que c'est un Altered qui lui a fait cela. Kaito la défendra contre deux subordonnés d'Isobe.
Shun Isobe (磯部, Isobe)
D'abord ennemi (voulant tuer Jin qu'il juge responsable d'une catastrophe), il rejoint Jin et son groupe après que tous les membres de son groupe ont été tués par le Hibou et Kaito. Il a perdu sa sœur quand il était petit. Il peut manipuler le poids de toute sorte de chose.

### Les espions
C'est un groupe d'Altered envoyé par le gouvernement pour tuer Jin Kazaragi. Par le passé il y avait déjà eu un groupe de ce genre mais quelqu'un avait dévoilé la liste des noms des infiltrés à toute l'île, ils ont été assassinés.
Les membres de ce groupe sont les personnages principaux à partir du chapitre 108.
Ryô Hazama (ハザマ・リョウ, Hazama Ryō)
Adolescent impulsif aux cheveux rouges, sa mère a été tuée par lors de l'incident de Fleur de Lotus. Il a la même personnalité que Jin, à savoir de défendre les personnes qui sont attaquées sans aucune raison ou du moins sans défense. Ryô est chargé par le Gouvernement Japonais de tuer Jin Kazaragi devenu le Roi de l'Area-D. En réalité, il s'agit de Rei Kazaragi usurpant l'identité de son frère.
Sa capacité est le « Griffon scintillant », une sorte d'oiseau qui défend Ryô.
Mari Ibuki (イブキ・マリ, Ibuki Mari)
C'est une jolie jeune fille aux cheveux noirs et à la poitrine imposante. Elle est en quelque sorte le pilier des infiltrés/espions, elle connaît l'identité de tous les infiltrés (les autres membres de ce groupe savent qu'il y a d'autres infiltrés mais ne connaissent rien d'eux).
Sa capacité lui permet de transformer n'importe quelle partie de son corps en mitraillette.
Arata
C'est un jeune homme de très forte corpulence habillé comme un joueur de base-ball. Il a été violemment tué dans l'Hôtel Arcadia par un examinateur. Sa capacité lui permettait de durcir sa peau jusqu'à 8 sur l'échelle de mohs.
Kai
Un jeune homme blond habillé comme un prêtre. C'est un ancien escroc et assassin, ayant travaillé avec la mafia et tué de nombreuses cibles (mais a toujours refusé de tuer une fille). Il a été tué par le même examinateur qui a assassiné Arata. Sa capacité lui permettait de se liquéfier.
Kanda
C'était un très bon ami de Marie, ils s'étaient entraînés ensemble pendant plusieurs années. Il est mort juste avant de franchir la porte de l'île D, tué par Zero ayant découvert qu'il était un espion.
Rio Ibuki
Rio, qui s'était liée d'amitié avec Jin, révèle  à la fin de la première partie de l'histoire -chapitre 107- qu'elle est en fait une espionne qui a été engagée afin d'assassiner Jin pour qu'il n'essaye pas de découvrir le secret de l'île D.

### Staff d'Area D
Kurosaki (黒崎, Kurosaki)
C'est lui qui fait monter les prisonniers sur le bateau noir. Il occupe les postes de Capitaine, Inspecteur et Superviseur sur Area D. Kurosaki déteste les Atteints car sa famille a été tuée par l'un d'entre eux. Il tient un discours mielleux et démagogique aux nouveaux arrivants pour les forcer à se rebeller puis en tuant les rebelles pour mater tous les autres. Face au danger que représente l'officier extrémiste Sôma, il va s'allier avec Jin, Satoru et Kaito.
Sôma (相馬, Sōma)
C'est un officier sur le bateau. Il fait partie du Front de Défense de l'Humanité, une organisation terroriste extrémiste visant à protéger la population en tuant les Atteints par n'importe quel moyen. Il manipule la petite Mika pour qu'elle tue les Altered avec son pouvoir de dimension. Sôma ira jusqu'à préparer un attentat sur le bateau où il se trouve, qui tuerait les Atteints mais également lui-même et ses collègues soldats. Finalement, Sôma sera mis hors d'état de nuire grâce à une alliance temporaire entre le Capitaine Kurosaki et le groupe de Jin.
Nuinui (ヌイヌイ, Nuinui)
C'est une sorte de lapin. Il est le guide d'Area D. C'est également lui qui s'occupe du transfert des prisonniers à la porte D. Il n'a apparemment aucun pouvoir mais commande tout un groupe de soldats qui tuent sans pitié les prisonniers qui ont reçu trois avertissements.
Jiga (ジガ, Jiga)
C'est la geôlière en chef d'Area D. On ne sait pas grand-chose sur elle à part qu'elle est crainte par les prisonniers. C'est une jolie jeune femme aux longs cheveux noirs qui porte un costume sombre avec une chemise largement déboutonnée, ce qui laisse apercevoir une cicatrice sur sa poitrine. Lorsqu'elle ne va pas interroger les prisonniers, elle visionne ce que filment les caméras de surveillance, entièrement nue en compagnie de Rio. Elle déteste Jin depuis qu'il lui a tenu tête. Lors du combat entre Jin et Gozu, elle va tenter de faire régner l'ordre en s’immisçant dans le combat mais ne pourra rien faire, finissant nue avec son uniforme entièrement déchiré. Lors de la bataille finale, elle va s'allier avec Jin pour mettre Rei hors d'état de nuire. La bataille terminée, elle décide de sauver la mise à ses alliés d'un temps en ne les dénonçant pas comme coupables des dégâts causés.

### District de l'Est
Kidô (機動, Kidō)
C'est le chef du district de l'Est, ses nombreux subordonnés sont pratiquement tous des lascars amateurs de bagarre. C'est un homme charismatique et très puissant. Il possède deux capacités, la première étant la prémonition lui permettant de voir les attaques adverses en avance, et la seconde étant la création d'ondes de choc. Il tente de recruter Kaito pour son intelligence, Satoru pour ne pas le séparer de son ami et Jin pour sa réputation et sa puissance. Cependant, Jin ne souhaite rejoindre aucun clan car leurs chefs ont mis en place la cérémonie d'entrée particulièrement violente, que Kidô assimile à une expérience. Jin détestant les expériences depuis que son frère en a subi une étant enfant, Jin utilise la capacité de Shindo et attaque Kidô. Le combat est abrégé par la perte de connaissance de Jin due aux effets secondaires de la technique de Shindo. Jin sera encore contraint de l'affronter, en effet Kidô tente de le tuer car il le considère comme une menace. C'est finalement Kidô qui meurt à la suite d'un combat acharné. En réalité, il n'est pas mort et se cache en attendant le bon moment, sur ordre de Jin, pour vaincre l'Union Ubermensch. Après l'ellipse, il n'apparaît pas, ce qui semble dire qu'il a quitté son poste de chef, ou qu'il a été tué.
Shindo (機動, Shindo)
C'est un enfant blond, subordonné de Kidô. Il porte un imperméable et un collier de roses. Avec Enki, Nanafushi et une subordonnée d'Asura, il est chargé de superviser la "cérémonie d'entrée" pour les nouveaux arrivants. Après que Jin ait vaincu Nanafushi et Enki, Shindo l'attaque mais Enki blesse Shindo afin de se venger de Jin seule. Enki est emmenée par une coéquipière, la fin du combat entre Jin et Shindo n'est pas montrée. Mais le fait que Jin acquiert la capacité de Shindo montre que le prisonnier de rang-S a gagné. On le revoit lors du combat entre Jin et Kidô, Shindo dit qu'utiliser sa capacité sans connaître les effets secondaires est dangereux. A la mort de Kidô, Shindo rejoint le groupe du Sud mené par Gozu.
Sa capacité est nommée "Cage de Plantes" : il peut créer d'immenses ronces pour lacérer l'ennemi. Mais comme les plantes sont un organisme vivant, utiliser cette capacité sans modération peut causer un épuisement soudain, comme pour Jin.
Tera (テラ, Tera)
C'est un homme très puissant, leader d'un groupe d'hommes bagarreurs. Il tente de recruter Jin mais sous le refus de ce dernier, il l'attaque avec ses flèches de glace. Mika est furieuse et veut aider Jin mais Tera l'attaque. La fillette est sauvée par l'intervention d'Enki qui brûle les flèches de Tera. Ce dernier est furieux contre Enki mais le combat n'a pas lieu car les gardiens arrivent en tanks. Ils sortent, lourdement armés, menés par la jolie et tyrannique Jiga. Le dangereux Tera est alors extrêmement obéissant avec elle. Etant donné que le groupe de Tera a commis trois infractions, l'armée des gardes les tue en rafale avec leurs mitrailleuses. Mais Tera ne souhaite pas mourir si facilement, il puise dans ses dernières forces pour attaquer Jiga mais la jeune femme le tue facilement avec son katana. Sa capacité lui permet de créer de dangereuses flèches de glace. Il peut en créer autant qu'il veut s'il y a du dioxyde de carbone dans l'air environnant.

### District de l'Ouest
Asura (アスラ, Asura) dite la sorcière de l'Ouest
C'est le chef du District de l'Ouest, comportant pratiquement que des femmes. Ancien mannequin, elle est devenue une redoutable Altered qui plonge ses adversaires dans une illusion. Depuis, elle se fait également appeler "la sorcière de l'Ouest". Après que Jin ai tué Kidô de l'Est, elle souhaite former une alliance avec lui et son groupe. Elle les invitent dans sa demeure, mais les négociations ne se passent pas comme prévues, elle engage le combat contre eux. Après que Jin ai pénétré dans ses plus profonds souvenirs, elle le plonge, lui et ses acolytes, dans une illusion où nous découvrons le terrible passé de Jin et son frère. Après avoir découvert leur passé, elle comprend qu'il est venu sur cette île pour retrouver son frère aîné, elle comprend alors ses motivations. Elle décide de se battre contre Jin avec une épée ou sabre.
Elle envoie les amis de Jin et son majordome dans une illusion pour les éloignés du combat. Après que l'illusion se soit dispersée, on peut voir Asura à terre, signe que Jin a gagné le combat.
Son pouvoir est très complexe, présenté comme un pouvoir d'illusion devenant réelle. C'est Jin qui percera le secret de ce pouvoir. Depuis l'apparition de ce pouvoir alors qu'elle était petite, Asura peut recevoir le désespoir des gens. Ce désespoir est causé par la peur de la mort, les guerres, la violence, un accident... Le fait de ressentir le désespoir de gens du monde entier la fortement traumatisée. Réfléchissant, elle comprend que si elle peut recevoir le désespoir des gens, elle peut aussi le donner. Lorsqu'elle combat, elle choisit un « désespoir » qu'elle a reçu et « l'envoie » sur son adversaire à la manière d'une technique d'illusion. Ainsi, l'adversaire subit le désespoir et en meurt. C'est ainsi que des mafieux sont morts noyés dans une salle de restaurant ou qu'un Atteint métamorphe se fasse écraser par un camion sur le balcon de son manoir. Jin parviendra à en survivre en comprenant le calvaire d'Asura et en s'enfonçant dans son esprit pour la perturber.
Enki (エンキ, Enki)
Enki a de longs cheveux noirs bouclés, porte une casquette, une veste de survêtement courte et un minishort en jean. Elle était aux services d'Asura mais en fin de compte, elle choisit le camp de Jin, prétendant qu'elle lui est redevable. Elle va finalement tomber amoureuse de lui bien qu'elle ne le reconnaîtra qu'à la fin. Elle a la capacité de créer des flammes en forme de félins, sa main se transforme en griffes. Elle est très puissante, elle affronte toute seule les cinq maîtresses de maison d'Asura.
Majordome
C'est le majordome d'Asura, dissimulé sous un loup . Il combat Jin et Kaito, sa capacité est de restreindre les mouvements de ses ennemis en stoppant leur ombre avec des aiguilles. On ne connait pas tout de lui mais c'est un adversaire redoutable, bien qu'il se soit fait battre assez rapidement face Jin et Kaito.
Kiki (キキ, Kiki) et Lala (ララ, Rara)
Elles font partie de la garnison d'Asura. Elles barrent la route du groupe de Jin. Lala est la petite sœur de Kiki, les deux femmes à l'allure de monstres combattent ensemble. Elles sont très violentes.

### District du Sud
Gozu (牛頭, Gozu)
C'est le représentant du district du Sud, qui réunit tous les colosses et autres costauds ayant une capacité de mutation. Il peut se transformer en bête terrifiante, capacité qu'il utilise pour la première fois dans le manga pour montrer à Tatara qu'il y a plus fort que lui. Lorsqu'il se bat contre Jin, c'est à cause d'une motivation : sauver Sol des griffes du Conseil des surhommes qui la détienne captive. Pour la sauver, il devait tuer Jin, ce qu'il se mit en tête de faire. Et puis il le leur devait : au début de sa rencontre avec Luna et Sol, ils se firent un serment ou promesse : les 2 sœurs devaient utiliser leur pouvoir pour les membres de Goz et lui devait les protéger car elles n'avaient nulle part où aller. Dès lors, les 2 sœurs rejoignirent le groupe de Goz.
Nanafushi (ナナフシ, Nanafushi)
Il attaque Jin quand celui-ci franchi la porte D. Sa capacité lui permet d'absorber la matière. Malgré sa puissance, Jin le met à terre. Il réapparaît auprès de Gozu lors de la guerre civile contre l'Union Ubermensch.
Luna
Elle est le véritable chef du district du Sud. Lorsqu'elle et sa sœur, Sol sont arrivées sur l'île, elles ont été sauvées par Goz. Son pouvoir lui permet, à l'aide d'une flûte, de contrôlée les monstres du district Sud.
Sol
C'est la sœur jumelle de Luna. Luna se battant avec une flûte et Sol avec sa voix. Leur pouvoir consiste grâce à leur mélodie, de changer les émotions des gens qui entendent leur mélodie. À elles deux, elles sont très puissantes, alors que lorsqu'elles sont séparées, lorsqu'une utilise son pouvoir sans l'autre, elles s'affaiblissent très vite et peuvent en mourir. On l'entend dans le tome 6 lorsque Luna utilise son pouvoir pour calmer un de ses camarades et tombe d'épuisement dans les bras de Kaito qui l'a rattrape à temps.

## Liste des volumes et chapitres

### Tomes 1 à 14
| no | Japonais         | Japonais          | Français         | Français          |
| no | Date de sortie   | ISBN              | Date de sortie   | ISBN              |
| --- | ---------------- | ----------------- | ---------------- | ----------------- |
| 1 | 17 août 2012     | 978-4-09-123857-3 | 25 juin 2014     | 978-2-8116-1492-8 |
| Titre du volume : Le navire des condamnés Couverture : Jin KazaragiListe des chapitres : - Altered.01 : Le Navire des condamnés - 1 (囚人船１, Shūjin Sen 1) - Altered.02 : Le Navire des condamnés - 2 (囚人船２, Shūjin Sen 2) - Altered.03 : Le Navire des condamnés - 3 (囚人船３, Shūjin Sen 3) - Aletred.04 : Le Navire des condamnés - 4 (囚人船４, Shūjin Sen 4) - Altered.05 : Le Navire des condamnés - 5 (囚人船５, Shūjin Sen 5) - Altered.06 : La Porte D - 1 (Ｄのゲート１, Dī no Gēto 1) - Altered.07 : La Porte D - 2 (Ｄのゲート２, Dī no Gēto 2) |                  |                   |                  |                   |
| 2 | 17 août 2012     | 978-4-09-123858-0 | 25 juin 2014     | 978-2-8116-1493-5 |
| Titre du volume : La ville aux mains des Altered Couverture : Jin Kazaragi, MikaListe des chapitres : - Altered.08 : La Porte D - 3 (Ｄのゲート３, Dī no Gēto 3) - Altered.09 : La Porte D - 4 (Ｄのゲート４, Dī no Gēto 4) - Altered.10 : La Porte D - 5 (Ｄのゲート５, Dī no Gēto 5) - Altered.11 : La Ville aux mains des Altered - 1 (異能街１, Inō machi 1) - Altered.12 : La Ville aux mains des Altered - 2 (異能街２, Inō machi 2) - Altered.13 : La Ville aux mains des Altered - 3 (異能街３, Inō machi 3) - Altered.14 : La Ville aux mains des Altered - 4 (異能街４, Inō machi 4) - Altered.15 : La Ville aux mains des Altered - 5 (異能街５, Inō machi 5) - Altered.16 : Sans issue - 1 (見えない鎖１, Mie nai kusari 1) - Altered.17 : Sans issue - 2 (見えない鎖２, Mie nai kusari 2) |                  |                   |                  |                   |
| 3 | 18 décembre 2012 | 978-4-09-124166-5 | 20 août 2014     | 978-2-8116-1555-0 |
| Titre du volume : En récompense du courage Couverture : Jin KazaragiListe des chapitres : - Altered.18 : Sans issue - 3 (見えない鎖３, Mie nai kusari 3) - Altered.19 : Sans issue - 4 (見えない鎖４, Mie nai kusari 4) - Altered.20 : En récompense du courage - 1 (勇気の報酬１, Yūki no Hōshū 1) - Altered.21 : En récompense du courage - 2 (勇気の報酬２, Yūki no Hōshū 2) - Altered.22 : En récompense du courage - 3 (勇気の報酬３, Yūki no Hōshū 3) - Altered.23 : En récompense du courage - 4 (勇気の報酬４, Yūki no Hōshū 4) - Altered.24 : En récompense du courage - 5 (勇気の報酬５, Yūki no Hōshū 5) - Altered.25 : En récompense du courage - 6 (勇気の報酬６, Yūki no Hōshū 6) - Altered.26 : En récompense du courage - 7 (勇気の報酬７, Yūki no Hōshū 7) - Altered.27 : Le Conseil des surhommes - 1 (超人会議１, Chōjin kaigi 1)                                                                                               |                  |                   |                  |                   |
| 4 | 18 avril 2013    | 978-4-09-124331-7 | 1er octobre 2014 | 978-2-8116-1608-3 |
| Titre du volume : Le conseil des surhommes Couverture : Jin KazaragiListe des chapitres : - Altered.28 : Le Conseil des surhommes - 2 (超人会議２, Chōjin kaigi 2) - Altered.29 : Le Conseil des surhommes - 3 (超人会議３, Chōjin kaigi 3) - Altered.30 : Le Conseil des surhommes - 4 (超人会議４, Chōjin kaigi 4) - Altered.31 : Le Conseil des surhommes - 5 (超人会議５, Chōjin kaigi 5) - Altered.32 : Le Conseil des surhommes - 6 (超人会議６, Chōjin kaigi 6) - Altered.33 : Le Conseil des surhommes - 7 (超人会議７, Chōjin kaigi 7) - Altered.34 : Le Conseil des surhommes - 8 (超人会議８, Chōjin kaigi 8) - Altered.35 : La Sorcière de l'Ouest - 1 (西の魔女１, Nishi no Majo 1) - Altered.36 : La Sorcière de l'Ouest - 2 (西の魔女２, Nishi no Majo 2) - Altered.37 : La Sorcière de l'Ouest - 3 (西の魔女３, Nishi no Majo 3)                                                                                                   |                  |                   |                  |                   |
| 5 | 16 août 2013     | 978-4-09-124413-0 | 3 décembre 2014  | 978-2-8116-1646-5 |
| Titre du volume : Le labyrinthe de la mémoire Couverture : MarikoListe des chapitres : - Altered.38 : La Sorcière de l'Ouest - 4 (西の魔女４, Nishi no Majo 4) - Altered.39 : La Sorcière de l'Ouest - 5 (西の魔女５, Nishi no Majo 5) - Altered.40 : Le Labyrinthe de la mémoire - 1 (記憶迷宮１, Kioku meikyū 1) - Altered.41 : Le Labyrinthe de la mémoire - 2 (記憶迷宮２, Kioku meikyū 2) - Altered.42 : Le Labyrinthe de la mémoire - 3 (記憶迷宮３, Kioku meikyū 3) - Altered.43 : Le Labyrinthe de la mémoire - 4 (記憶迷宮４, Kioku meikyū 4) - Altered.44 : Le Labyrinthe de la mémoire - 5 (記憶迷宮５, Kioku meikyū 5) - Altered.45 : Le Labyrinthe de la mémoire - 6 (記憶迷宮６, Kioku meikyū 6) - Altered.46 : Le Labyrinthe de la mémoire - 7 (記憶迷宮７, Kioku meikyū 7) - Altered.47 : Le Labyrinthe de la mémoire - 8 (記憶迷宮８, Kioku meikyū 8)                                                                             |                  |                   |                  |                   |
| 6 | 18 décembre 2013 | 978-4-09-124546-5 | 4 février 2015   | 978-2-8116-1814-8 |
| Titre du volume : Les chaînes du roi des fauves Couverture : EnkiListe des chapitres : - Altered.48 : Le Labyrinthe de la mémoire - 9 (記憶迷宮９, Kioku meikyū 9) - Altered.49 : Le Labyrinthe de la mémoire - 10 (記憶迷宮１０, Kioku meikyū 10) - Altered.50 : Le Labyrinthe de la mémoire - 11 (記憶迷宮１１, Kioku meikyū 11) - Altered.51 : Les Chaines du roi des fauves - 1 (獣王の鎖１, Jū-Ō no Kusari 1) - Altered.52 : Les Chaines du roi des fauves - 2 (獣王の鎖２, Jū-Ō no Kusari 2) - Altered.53 : Les Chaines du roi des fauves - 3 (獣王の鎖３, Jū-Ō no Kusari 3) - Altered.54 : Les Chaines du roi des fauves - 4 (獣王の鎖４, Jū-Ō no Kusari 4) - Altered.55 : Les Chaines du roi des fauves - 5 (獣王の鎖５, Jū-Ō no Kusari 5) - Altered.56 : Les Chaines du roi des fauves - 6 (獣王の鎖６, Jū-Ō no Kusari 6) - Altered.57 : Pris dans l'éclipse - 1 (エクリプスの獄１, Ekuripusu no Goku 1)                                  |                  |                   |                  |                   |
| 7 | 18 avril 2014    | 978-4-09-124690-5 | 1er avril 2015   | 978-2-8116-1869-8 |
| Titre du volume : Pris dans l'éclipse Couverture : Jin KazaragiListe des chapitres : - Altered.58 : Pris dans l'éclipse - 2 (エクリプスの獄２, Ekuripusu no Goku 2) - Altered.59 : Pris dans l'éclipse - 3 (エクリプスの獄３, Ekuripusu no Goku 3) - Altered.60 : Pris dans l'éclipse - 4 (エクリプスの獄４, Ekuripusu no Goku 4) - Altered.61 : Pris dans l'éclipse - 5 (エクリプスの獄５, Ekuripusu no Goku 5) - Altered.62 : Pris dans l'éclipse - 6 (エクリプスの獄６, Ekuripusu no Goku 6) - Altered.63 : Pris dans l'éclipse - 7 (エクリプスの獄７, Ekuripusu no Goku 7) - Altered.64 : Pris dans l'éclipse - 8 (エクリプスの獄８, Ekuripusu no Goku 8) - Altered.65 : Pris dans l'éclipse - 9 (エクリプスの獄９, Ekuripusu no Goku 9) - Altered.66 : Pris dans l'éclipse - 10 (エクリプスの獄１０, Ekuripusu no Goku 10) - Altered.67 : Les Jumelles Hameln - 1 (ハーメルンの双子１, Hāmerun no Futago 1)                                   |                  |                   |                  |                   |
| 8 | 18 août 2014     | 978-4-09-125238-8 | 3 juin 2015      | 978-2-8116-2051-6 |
| Titre du volume : Contre-attaque de la prison Couverture : Jin KazaragiListe des chapitres : - Altered.68 : Les Jumelles Hameln - 2 (ハーメルンの双子２, Hāmerun no Futago 2) - Altered.69 : Les Jumelles Hameln - 3 (ハーメルンの双子３, Hāmerun no Futago 3) - Altered.70 : Les Jumelles Hameln - 4 (ハーメルンの双子４, Hāmerun no Futago 4) - Altered.71 : Les Jumelles Hameln - 5 (ハーメルンの双子５, Hāmerun no Futago 5) - Altered.72 : Contre-attaque de la prison - 1 (反撃の牢獄１, Hangeki no Rōgoku 1) - Altered.73 : Contre-attaque de la prison - 2 (反撃の牢獄２, Hangeki no Rōgoku 2) - Altered.74 : Contre-attaque de la prison - 3 (反撃の牢獄３, Hangeki no Rōgoku 3) - Altered.75 : Contre-attaque de la prison - 4 (反撃の牢獄４, Hangeki no Rōgoku 4) - Altered.76 : Contre-attaque de la prison - 5 (反撃の牢獄５, Hangeki no Rōgoku 5) - Altered.77 : Contre-attaque de la prison - 6 (反撃の牢獄６, Hangeki no Rōgoku 6) |                  |                   |                  |                   |
| 9 | 18 novembre 2014 | 978-4-09-125528-0 | 19 août 2015     | 978-2-8116-2294-7 |
| Titre du volume : Le quartier des surveillants Couverture : RioListe des chapitres : - Altered.78 : Le quartier des surveillants - 1 (看守街１, Kanshu machi 1) - Altered.79 : Le quartier des surveillants - 2 (看守街２, Kanshu machi 2) - Altered.80 : Le quartier des surveillants - 3 (看守街３, Kanshu machi 3) - Altered.81 : Le quartier des surveillants - 4 (看守街４, Kanshu machi 4) - Altered.82 : Le quartier des surveillants - 5 (看守街５, Kanshu machi 5) - Altered.83 : Le quartier des surveillants - 6 (看守街６, Kanshu machi 6) - Altered.84 : Le quartier des surveillants - 7 (看守街７, Kanshu machi 7) - Altered.85 : Le quartier des surveillants - 8 (看守街８, Kanshu machi 8) - Altered.86 : Le quartier des surveillants - 9 (看守街９, Kanshu machi 9) - Altered.87 : Le quartier des surveillants - 10 (看守街１０, Kanshu machi 10)                                                                             |                  |                   |                  |                   |
| 10 | 18 février 2015  | 978-4-09-125716-1 | 7 octobre 2015   | 978-2-8116-2554-2 |
| Titre du volume : La tour du jugement Couverture : Owl EyeListe des chapitres : - Altered.88 : Le quartier des surveillants - 11 (看守街１１, Kanshu machi 11) - Altered.89 : La tour du jugement - 1 (審判の塔にて１, Shinpan no tō nite 1) - Altered.90 : La tour du jugement - 2 (審判の塔にて２, Shinpan no tō nite 2) - Altered.91 : La tour du jugement - 3 (審判の塔にて３, Shinpan no tō nite 3) - Altered.92 : La tour du jugement - 4 (審判の塔にて４, Shinpan no tō nite 4) - Altered.93 : La tour du jugement - 5 (審判の塔にて５, Shinpan no tō nite 5) - Altered.94 : La tour du jugement - 6 (審判の塔にて６, Shinpan no tō nite 6) - Altered.95 : La tour du jugement - 7 (審判の塔にて７, Shinpan no tō nite 7) - Altered.96 : La tour du jugement - 8 (審判の塔にて８, Shinpan no tō nite 8) - Altered.97 : La tour du jugement - 9 (審判の塔にて９, Shinpan no tō nite 9)                                                       |                  |                   |                  |                   |

### Tomes 11 à 14
| no | Japonais         | Japonais          | Français        | Français          |
| no | Date de sortie   | ISBN              | Date de sortie  | ISBN              |
| --- | ---------------- | ----------------- | --------------- | ----------------- |
| 11 | 18 mai 2015      | 978-4-09-126117-5 | 2 décembre 2015 | 978-2-8116-2667-9 |
| Titre du volume : Adieu la ville des mutants Couverture : Jin Kazaragi, Mika, Dr. Soga, Mariko, Kaito Yûki, Satoru Îda, Enki, Rio, Owl EyeListe des chapitres : - Altered.98 : Le sommet de la tour de la colère - 1 (猛き塔の頂１, Takeki-tō no itadaki 1) - Altered.99 : Le sommet de la tour de la colère - 2 (猛き塔の頂２, Takeki-tō no itadaki 2) - Altered.100 : Le sommet de la tour de la colère - 3 (猛き塔の頂３, Takeki-tō no itadaki 3) - Altered.101 : Le sommet de la tour de la colère - 4 (猛き塔の頂４, Takeki-tō no itadaki 4) - Altered.102 : Le sommet de la tour de la colère - 5 (猛き塔の頂５, Takeki-tō no itadaki 5) - Altered.103 : Le sommet de la tour de la colère - 6 (猛き塔の頂６, Takeki-tō no itadaki 6) - Altered.104 : La mémoire de Renge - 1 (レンゲの記憶１, Renge no kioku 1) - Altered.105 : La mémoire de Renge - 2 (レンゲの記憶２, Renge no kioku 2) - Altered.106 : Le sommet de la tour de la colère - 7 (猛き塔の頂７, Takeki-tō no itadaki 8) - Altered.107 : Adieu la ville des mutants (さらば異能街, Saraba inō machi) |                  |                   |                 |                   |
| 12 | 18 août 2015     | 978-4-09-126284-4 | 3 février 2016  | 978-2-8116-2902-1 |
| Titre du volume : Infiltration collective Couverture : Ryô HazamaListe des chapitres : - Altered.108 : Infiltration collective - 1 (潜入工作員１, Sen'nyū kōsaku-in 1) - Altered.109 : Infiltration collective - 2 (潜入工作員２, Sen'nyū kōsaku-in 2) - Altered.110 : Infiltration collective - 3 (潜入工作員３, Sen'nyū kōsaku-in 3) - Altered.111 : Infiltration collective - 4 (潜入工作員４, Sen'nyū kōsaku-in 4) - Altered.112 : Infiltration collective - 5 (潜入工作員５, Sen'nyū kōsaku-in 5) - Altered.113 : L'Hôtel Arcadia - 1 (ホテル・アルカディア１, Hoteru Arukadia 1) - Altered.114 : L'Hôtel Arcadia - 2 (ホテル・アルカディア２, Hoteru Arukadia 2) - Altered.115 : L'Hôtel Arcadia - 3 (ホテル・アルカディア３, Hoteru Arukadia 3) - Altered.116 : L'Hôtel Arcadia - 4 (ホテル・アルカディア４, Hoteru Arukadia 4) - Altered.117 : L'Hôtel Arcadia - 5 (ホテル・アルカディア５, Hoteru Arukadia 5) |                  |                   |                 |                   |
| 13 | 18 novembre 2015 | 978-4-09-126619-4 | 4 mai 2016      | 978-2-8116-3050-8 |
| Titre du volume : Le jeu des prisonniers Couverture : Ryô HazamaListe des chapitres : - Altered.118 : L'Hôtel Arcadia - 6 (ホテル・アルカディア６, Hoteru Arukadia 6) - Altered.119 : L'Hôtel Arcadia - 7 (ホテル・アルカディア７, Hoteru Arukadia 7) - Altered.120 : L'Hôtel Arcadia - 8 (ホテル・アルカディア８, Hoteru Arukadia 8) - Altered.121 : Le jeu des prisonniers - 1 (プリズナー・ゲーム１, Purizunā Gēmu 1) - Altered.122 : Le jeu des prisonniers - 2 (プリズナー・ゲーム２, Purizunā Gēmu 2) - Altered.123 : Le jeu des prisonniers - 3 (プリズナー・ゲーム３, Purizunā Gēmu 3) - Altered.124 : Le jeu des prisonniers - 4 (プリズナー・ゲーム４, Purizunā Gēmu 4) - Altered.125 : Le jeu des prisonniers - 5 (プリズナー・ゲーム５, Purizunā Gēmu 5) - Altered.126 : Le jeu des prisonniers - 6 (プリズナー・ゲーム６, Purizunā Gēmu 6) - Altered.127 : Résistance (レジスタンス, Rejisutansu) |                  |                   |                 |                   |
| 14 | 18 février 2016  | 978-4-09-127017-7 | 24 août 2016    | 978-2-8116-3233-5 |
| Titre du volume : Armageddon Couverture : Jin Kazaragi, Ryô Hazama, Mari IbukiListe des chapitres : - Altered.128 : Armageddon, la porte fossile - 1 (アーマゲドン１－化石の門－, Arumagedon 1 -Kaseki no Mon-) - Altered.129 : Armageddon, la bataille du chemin de fer - 2 (アーマゲドン２－攻防の鉄路－, Arumagedon 1 -Kōbō no Tetsuro-) - Altered.130 : Armageddon, les bêtes liées - 3 (アーマゲドン３－繋がれた獣人－, Arumagedon 3 -Tsunaga reta kemono hito-) - Altered.131 : Armageddon, les tréfonds de Tartaros - 4 (アーマゲドン４－タルタロスの底－, Arumagedon 4 -Tarutarosu no Soko-) - Altered.132 : Armageddon, l'arche de l'île - 5 (アーマゲドン５－箱船の島－, Arumagedon 5 -Hakobune no Shima-) - Altered.133 : Armageddon, Tartaros libéré - 6 (アーマゲドン６－タルタロス解放－, Arumagedon 6 -Tarutarosu kaihō-) - Altered.134 : Armageddon, le district central - 7 (アーマゲドン７－中央特別収容区－, Arumagedon 7 -Chūō tokubetsu shūyō-ku-) - Altered.135 : Armageddon, le Griffon des flammes - 8 (アーマゲドン８－炎のグリフォン－, Arumagedon 8 -Honō no Gurifon-) - Altered.136 : Armageddon, le sort de Terasekuto - 9 (アーマゲドン９－運命転位のテラセクト－, Arumagedon 9 -Unmei ten'i no Terasekuto-) - Altered.137 : Armageddon, la fin et le commencement - 10 (アーマゲドン１０－終わりと始まりと－, Arumagedon 10 -Owari to hajimari to-) |                  |                   |                 |                   |